# 島根県道321号久利静間線
島根県道321号久利静間線（しまねけんどう321ごう くりしずません）は、島根県大田市を通る一般県道である。

## 概要
大田市久利町行恒から大田市静間町に至る。

### 路線データ
- 起点：大田市久利町行恒（島根県道46号大田桜江線交点）
- 終点：大田市静間町（国道9号交点）

## 歴史
- 1972年（昭和47年）12月26日 - 島根県告示第952号により認定される。
- 2025年（令和7年）7月12日 - 八日市工区（1,060 m）開通[1]。

## 地理

### 通過する自治体
- 大田市

### 交差する道路
| 交差する道路           | 交差する場所 | 交差する場所 |
| ---------------------- | ------------ | ------------ |
| 島根県道46号大田桜江線 | 久利町行恒   | 起点         |
| 国道9号                | 静間町       | 終点         |

### 交差する鉄道
- 山陰本線

### 沿線
- JR西日本山陰本線 静間駅